# It Rhymes with Lust
It Rhymes with Lust foi um livro de história em quadrinhos para adultos  publicado em 1950, denominado na época de picture novel e considerado o precursor das atuais graphic novels. Foi publicada pela editora St. John Publications, escrita por Arnold Drake e Leslie Waller, que usaram o pseudônimo Drake Waller,  e desenhada em preto e branco por Matt Baker com arte-final de Ray Osrin.